# Classe Algerine
La classe Algerine est une série de dragueurs de mines conçue pour la Royal Navy et la Marine royale canadienne. 110 navires sont lancés entre 1942 et 1944, et servent durant la Seconde Guerre mondiale.
Les bâtiments de classe Algerine ne sont pas uniquement conçus comme des dragueurs de mines. Devant le besoin croissant de navires d'escorte durant la deuxième bataille de l'Atlantique, les Algerines ont en effet principalement servi d'escorteurs. D'ailleurs les Algerines en service au Canada n'ont jamais été grées en dragueur de mines.
Après la guerre, un certain nombre d'Algerines continuent leur service en tant que patrouilleurs, navires océanographiques, et navires d'entraînement. Certains sont revendus à d'autres marines ou passent dans la marine marchande. Un Algerine (le HMS Pickle) reste tout de même affecté à la guerre des mines en eaux britanniques jusqu'en 1954. En 2005, un Algerine est encore en service dans la marine thaïlandaise. Il s'agit du HTMS Phosamton (ex-HMS Ministrel)

## Histoire
En septembre 1940, alors que les dragueurs de mines de classe Bangor entrent en service, il est décidé de construire de plus grands dragueurs de mines avec de meilleures aptitudes océaniques. Un projet est vite mis sur pied, englobant tout le système de dragage connu (dragage mécanique des mines à orin, dragage magnéto-acoustique des mines influence magnétique ou/et acoustique), tout en ayant des aptitudes pour l'escorte (armement AA et ASM, radar et asdic, autonomie, qualités nautiques…).
En tout, 110 navires sont construits. 98 entrent en service dans la Royal Navy et les 12 autres dans le Marine royale canadienne, servant d'escorteurs.

## Navires

### Marine royale canadienne
- NCSM Border Cities (J344), quille posée le 26 août 1942 à Port Arthur, lancé le 3 mai 1943, détruit en 1948
- NCSM Fort Francis (J396), quille posée le 11 mai 1943 à Port Arthur, lancé le 30 octobre 1943, détruit en 1974
- NCSM Kapuskasing (J326), quille posée le 19 décembre 1942 à Port Arthur, lancé le 22 juillet 1943, utilisé comme cible en 1978
- NCSM Middlesex (J328), quille posée le 29 septembre 1942 à Port Arthur, lancé le 27 mai 1943, échoué en 1946
- NCSM New Liskeard (J397), quille posée le 8 juillet 1943 à Port Arthur, lancé le 14 janvier 1944, détruit en 1969
- NCSM Oshawa (J330), quille posée le 6 octobre 1942 à Port Arthur, lancé le 10 juin 1943, détruit en 1966
- NCSM Portage (J331), quille posée le 23 mai 1942 à Port Arthur, lancé le 21 novembre 1942, détruit en 1961
- NCSM Rockcliffe (J355), quille posée le 23 décembre 1942 à Port Arthur, lancé le 19 août 1943, détruit en 1960
- NCSM Sault Ste. Marie (J334), quille posée le 27 janvier 1942 à Port Arthur, lancé le 5 août 1942, détruit en 1960
- NCSM St. Boniface (J332), quille posée le 21 mai 1942 à Port Arthur, lancé le 5 novembre 1942, passé dans la marine marchande en 1946
- NCSM Wallaceburg (J336), quille posée le 6 juillet 1942 à Port Arthur, lancé le 17 décembre 1942, vendu à la Belgique en 1959 (M901 Georges Lecointe (II)), détruit en 1969
- NCSM Winnipeg (J337), quille posée le 31 janvier 1942 à Port Arthur, lancé le 19 septembre 1942, vendu à la Belgique en 1959 (M903 Dufour (II)), détruit en 1966

### Royal Navy
- HMS Acute (J106 puis M106), quille posée le 24 juillet 1941 à Harland and Wolff, lancé le 14 avril 1942, remorqué à Malte pour servir de cible en 1963, détruit à La Spezia en 1964
- HMS Alarm (J140), quille posée le 15 mars 1941 à Harland and Wolff, lancé le 5 février 1942, endommagé par une attaque aérienne à Annaba le 2 janvier 1943, détruit en 1944
- HMS Albacore (J101 puis M101), quille posée le 24 juillet 1941 à Harland and Wolff, lancé le 2 avril 1942, détruit en 1963 à Port Glasgow
- HMS Algerine (J213), quille posée le 15 mars 1941 à Harland and Wolff, lancé le 22 décembre 1941, coulé par le sous-marin italien Ascianghi au large de Béjaïa le 15 novembre 1942
- HMS Antares (J282), (ex-USN AM325), quille posée le 26 janvier 1942 à Toronto, lancé le 15 août 1942, rendu à l'US Navy en 1946, détruit au Maryland en 1947
- HMS Arcturus (J283), (ex-USN AM326), quille posée le 21 février 1942 à Toronto, lancé le 31 août 1942, rendu à l'US Navy en 1946, vendu à la Grèce en 1947 (Pirpolitis), utilisé comme cible en Crète en 1984
- HMS Aries (J284), (ex-USN AM327), quille posée le 23 mars 1942 à Toronto, lancé le 19 septembre 1942, rendu à l'US Navy en 1946, vendu à la Grèce en 1947 (Armatolos), utilisé comme cible en 1977
- HMS Bramble (J273), quille posée le 30 juin 1944 à Renfrew, lancé le 26 janvier 1945, détruit à Gateshead en 1961
- HMS Brave (J305 puis M305), quille posée le 23 avril 1942 à Blyth, lancé le 4 février 1943, détruit  à Dunston en 1958
- HMS Cadmus (J230 puis M230), quille posée le 21 juillet 1941 à Harland and Wolff, lancé le 27 mai 1945, vendu à la Belgique en 1950 (M901 Georges Lecointe (I)), détruit à Burcht en 1960
- HMS Chameleon (J387 puis M387), quille posée le 20 août 1943 à Harland and Wolff, lancé le 6 mai 1944, détruit à Silloth en 1966
- HMS w (J388 puis M88), quille posée le 20 août 1943 à Harland and Wolff, lancé le 6 mai 1944, détruit à Queensborough en 1963
- HMS Circe (J214 puis M214), quille posée le 21 juillet 1941 à Harland and Wolff, lancé le 27 juin 1942, détruit à Dalmuir en 1966
- HMS Clinton (J230 puis M230), (ex-USN AM328), quille posée le 7 avril 1942 à Toronto, lancé le 5 octobre 1942, rendu à l'US Navy en 1946, détruit en 1947
- HMS Cockatrice (J229 puis M29), quille posée le 29 décembre 1941 à Paisley, lancé le 27 octobre 1942, détruit à Inverkeithing en 1963
- HMS Coquette (J350 puis M350), (ex-NCSM Bowmanville), quille posée le 9 août 1943 à Toronto, lancé le 24 novembre 1943, détruit à Rosyth en 1958
- HMS Courier (J349 puis M49) (ex-NCSM Amprior), quille posée le 7 septembre 1943 à Toronto, lancé le 22 décembre 1943, détruit à Llanelli en 1959
- HMS Espiegle (J216 puis M216), quille posée le 5 février 1942 à Harland and Wolff, lancé le 12 août 1942, détruit à Dalmuir en 1967
- HMS Fancy (J308), quille posée le 22 juillet 1942 à Blyth, lancé le 5 avril 1943, vendu à la Belgique en 1951 (M903 Dufour (I)), transformé en plate forme au Congo en 1959 (Nzadi)
- HMS Fantome (J224), quille posée le 5 février 1942 à Harland and Wolff, lancé le 22 septembre 1942, endommagé par une mine en Méditerranée le 20 mai 1943, détruit à Milford Haven
- HMS Felicity (J369), (ex-NCSM Coppercliff), quille posée le 22 septembre 1943 à Toronto, lancé le 19 janvier 1944, passé dans la marine marchande en 1946 (Fairfree), détruit à Charlestown en 1957
- HMS Fierce (J453 puis M53), quille posée le 26 novembre 1944 à Renfrew, lancé le 11 novembre 1945, détruit à Gateshead en 1959
- HMS Fly (J306), quille posée le 6 novembre 1941 à Renfrew, lancé le 1er juin 1942, vendu à l'Iran en 1949 (Palang), coulé et bazardé dans les années 1970
- HMS Flying Fish (J370), (ex-NCSM Tilsonburg), quille posée le 30 octobre 1943 à Toronto, lancé le 16 février 1944, vendu au Sri Lanka en 1949 (Vijaya), détruit en 1975
- HMS Frendship (J398), (ex-USN AM329), quille posée le 22 avril 1942 à Toronto, lancé le 24 octobre 1942, rendu à l'US Navy en 1946, détruit au Maryland en 1947
- HMS Golden Fleece (J376 puis M376), (ex-NCSM Humberstone), quille posée le 25 octobre 1943 à Toronto, lancé le 29 février 1944, détruit à Llanelli en 1960
- HMS Gozo (J287), (ex-USN AM330), quille posée le 5 août 1942 à Toronto, lancé le 27 janvier 1943, rendu à l'US Navy en 1946, vendu à la Grèce en 1947 (Polemistis), utilisé comme cible en 1975
- HMS Hare (J389 puis M389), quille posée le 27 novembre 1943 à Harland and Wolff, lancé le 20 juin 1944, vendu au Nigeria en 1959, rendu à la Royal Navy et détruit à Faslane en 1962
- HMS Hound (J307 puis M307), quille posée le 2 décembre 1941 à Harland and Wolff, lancé le 29 juillet 1942, détruit à Troon en 1962
- HMS Hydra (J275), quille posée le 31 janvier 1942 à Renfrew, lancé le 29 septembre 1942, endommagé par une mine au large d'Ostende le 10 novembre 1944, détruit à Grays en 1947
- HMS Jaseur (J428 puis M428), quille posée le 17 décembre 1943 à Toronto, lancé le 19 avril 1944, détruit à Blyth en 1966
- HMS Jewel (J390 puis M390), quille posée le 27 novembre 1943 à Harland and Wolff, lancé le 20 juillet 1944, détruit à Inverkeithing en 1967
- HMS Laertes (J433 puis M433), quille posée le 20 janvier 1944 à Toronto, lancé le 25 mars 1944, détruit à Barrow-in-Furness en 1959
- HMS Larne (J274), quille posée le 25 janvier 1943 à Renfrew, lancé le 2 septembre 1944, vendu à l'Italie en 1946 (Ammiraglio Magnaghi puis Alabarda en 1951), détruit à La Spezia en 1980
- HMS Lennox (J276 puis M276), quille posée le 3 mars 1943 à Renfrew, lancé le 15 octobre 1943, détruit à Gateshead en 1961
- HMS Liberty (J391), quille posée le 27 novembre 1943 à Harland and Wolff, lancé le 22 août 1944, vendu à la Belgique en 1949 (M900 Adrien de Gerlache), détruit à Bruges en 1970
- HMS Lightfoot (J288), (ex-USN AM331), quille posée le 18 août 1942 à Toronto, lancé le 14 novembre 1942, rendu à l'US Navy en 1946, vendu à la Grèce en 1947 (Navmahos), utilisé comme cible en 1974
- HMS Lioness (J377 puis M377), (ex-NCSM Patrolia), quille posée le 10 novembre 1943 à Toronto, lancé le 15 mars 1944, détruit à Rosyth en 1956
- HMS Loyalty (J217), (ex-HMS Rattler), quille posée le 14 février 1942 à Harland and Wolff, lancé le 9 décembre 1942, torpillé et coulé par le U-480 allemand dans la Manche le 22 août 1944
- HMS Lysander (J379 puis M379) (ex-NCSM Hespeler), quille posée le 3 juin 1943 à Port Arthur, lancé le 11 novembre 1943, détruit à Blyth en 1957
- HMS Maenad (J435 puis M345), quille posée le 1er mars 1944 à Toronto, lancé le 8 juin 1944, dértruit à Grays en 1957
- HMS Magicienne (J436 puis M436), quille posée le 19 février 1944 à Toronto, lancé le 24 juin 1944, détruit à Newport en 1956
- HMS Mameluke (J437), quille posée le 16 mars 1944 à Toronto, lancé le 19 juillet 1944, détruit à Middlesbrough en 1950
- HMS Mandate (J438 puis M438), quille posée le 1er avril 1944 à Toronto, lancé le 9 août 1944, détruit à Cherlestown en 1957
- HMS Mariner (J380 puis M380), (ex-NCSM Kinkardine), quille posée le 26 août 1943 à Port Arthur, lancé le 9 mai 1944, vendu à la Birmanie en 1958 (Yan Myo Aung), retiré du service en 1982
- HMS Marmion (ii) (J381 puis M381), (ex-NCSM Orangeville), quille posée le 30 août 1943 à Port Arthur, lancé le 15 juin 1944, détruit à Dunston en 1959
- HMS Marvel (J443 puis M443), quille posée le 19 avril 1944 à Toronto, lancé le 30 août 1944, détruit à Charlestown en 1958
- HMS Mary Rose (J390 puis M390), (ex-NCSM Toronto), quille posée le 25 février 1943 à Toronto, lancé le 5 août 1943, détruit à Gateshead en 1957
- HMS Melita (J289 puis M289), (ex-USN AM332), quille posée le 2 septembre 1942 à Toronto, lancé le 8 décembre 1942, détruit à Llanelli en 1959
- HMS Michael (J444 puis M444), quille posée le 25 mai 1944 à Toronto, lancé le 20 septembre 1944, détruit à Bo'ness en 1956
- HMS Minstrel (J445), quille posée le 27 juin 1944 à Toronto, lancé le 5 octobre 1944, vendu à la Thaïlande en 1947 (Phosamton), reconverti en navire d'entraînement en 1990
- HMS Moon (J329 puis M329), (ex-NCSM Mimico), quille posée le 23 mars 1943 à Toronto, lancé le 2 septembre 1943, détruit à Gateshead en 1957
- HMS Mutine (J227 puis M227), quille posée le 24 novembre 1941 à Harland and Wolff, lancé le 10 octobre 1942, détruit à Barrow-in-Furness en 1967
- HMS Myrmidon (J454 puis M454), quille posée le 19 juillet 1944 à Toronto, lancé le 21 novembre 1944, détruit à Briton Ferry en 1958
- HMS Mystic (J455 puis M455), quille posée le 9 août 1944 à Toronto, lancé le 11 novembre 1944, détruit à Llanelli en 1958
- HMS Nerissa (J456 puis M456), quille posée le 30 août 1944 à Toronto, lancé le 25 novembre 1944, détruit à Llanelli en 1960
- HMS Niger (J442 puis M73), (ex-? Disdain), quille posée le 5 novembre 1944 à Renfrew, lancé le 1er mai 1945, détruit à Silloth en 1966
- HMS Octavia (J290), (ex-USN AM333), quille posée le 27 septembre 1942 à Toronto, lancé le 31 décembre 1942, détruit à Gateshead en 1950
- HMS Onyx (J221 puis M221), quille posée le 24 novembre 1941 à Harland and Wolff, lancé le 27 octobre 1942, détruit à Inverkeithing en 1967
- HMS Orcadia (J462 puis M462), quille posée le 19 novembre 1943 à Port Arthur, lancé le 8 août 1944, détruit à Briton Ferry en 1958
- HMS Orestes (J277 puis M277), quille posée le 27 mars 1942 à Renfrew, lancé le 25 novembre 1942, détruit à Troon en 1961
- HMS Ossory (J463 puis M463), quille posée le 20 novembre 1943 à Port Arthur, lancé le 3 octobre 1944, détruit à Troon en 1959
- HMS Pelorus (J291), quille posée le 8 octobre 1942 à Renfrew, lancé le 18 juin 1943, vendu à l'Afrique du Sud en 1947 (Pietermaritzburg), reconverti en acommodation ship à Simonstown  en 1982
- HMS Persian (J347), (ex-USN AM334), quille posée le 8 octobre 1942 à Toronto, lancé le 22 février 1943, rendu à l'US Navy en 1946, passé dans la marine marchande en 1947 (Kikiades/Polikos), bazardé dans les années 1960
- HMS Pickle (J293 puis M293), quille posée le 11 janvier 1943 à Harland and Wolff, lancé le 3 août 1943, vendu au Sri Lanka en 1958 (Pakakrama), détruit à Singapour en 1964
- HMS Pincher (J294 puis M294), quille posée le 11 janvier 1943 à Harland and Wolff, lancé le 19 août 1943, détruit à Dunston en 1962
- HMS Plucky (J295 puis M295), quille posée le 20 avril 1943 à Harland and Wolff, lancé le 29 septembre 1943, détruit à Dunston en 1962
- HMS Pluto (J446 puis M446), quille posée le 18 janvier 1944 à Port Arthur, lancé le 21 octobre 1944, détruit à Dalmuir en 1972
- HMS Polaris (J447 puis M447), quille posée le 15 mai 1944 à Port Arthur, lancé le 3 décembre 1944, détruit à Briton Ferry en 1956
- HMS Postillion (J296), (ex-USN AM335), quille posée le 17 novembre 1942 à Toronto, lancé le 18 mars 1943, rendu à l'US Navy en 1946, vendu à la Grèce en 1947 (Mahitis), utilisé comme cible en Crète en 1984
- HMS Prompt (J378), (ex-NCSM Huntsville), quille posée le 25 novembre 1943 à Toronto, lancé le 30 mars 1944, endommagé par une mine à Ostende le 9 mai 1945, détruit à Rainham en 1947
- HMS Providence (J325 puis M325), (ex-NCSM Forest Hill), quille posée le 17 avril 1943 à Toronto, lancé le 27 octobre 1943, détruit à Sunderland en 1958
- HMS Pyrrhus (J448 puis M448), quille posée le 22 juin 1944 à Port Arthur, lancé le 19 mai 1945, détruit à Newport en 1956
- HMS Rattlesnake (J297 puis M297), quille posée le 5 juin 1942 à Renfrew, lancé le 23 février 1943, détruit à Grangemouth en 1959
- HMS Ready (J223), quille posée le 14 avril 1942 à Harland and Wolff, lancé le 11 janvier 1943, vendu à la Belgique en 1951 (M902 Van Haverbeke (I)), détruit à Bruges en 1961
- HMS Recruit (J298 puis M298), quille posée le 20 avril 1943 à Harland and Wolff, lancé le 26 octobre 1943, détruit à Barrow-in-Furness en 1965
- HMS Regulus (J327), (ex-NCSM Longbeach), quille posée le 15 avril 1943 à Toronto, lancé le 18 septembre 1943, coulé par une mine à Corfou le 12 janvier 1945
- HMS Rifleman (J299 puis M299), quille posée le 20 avril 1943 à Harland and Wolff, lancé le 25 novembre 1943, détruit à Barrow-in-Furness en 1972
- HMS Rinaldo (J225 puis M225), quille posée le 22 septembre 1942 à Harland and Wolff, lancé le 20 mars 1943, détruit à Gateshead en 1961
- HMS Romola (J449 puis M449), quille posée le 16 mars 1944 à Collingwood, lancé le 19 mai 1944, détruit à Plymouth en 1957
- HMS Rosamund (J439), quille posée le 26 avril 1944 à Collingwood, lancé le 20 décembre 1944, vendu à l'Afrique du Sud (Bloemfontein), utilisé comme cible en 1967
- HMS Rosario (J219), quille posée le 22 septembre 1942 à Harland and Wolff, lancé le 3 avril 1943, vendu à la Belgique en 1953 (M905 De Moor), détruit à Bruges en 1970
- HMS Rowena (J384 puis M384), quille posée le 20 octobre 1943 à Renfrew, lancé le 5 juin 1944, détruit à Gateshead en 1958
- HMS Seabear (J333 puis M333), (ex-NCSM St. Thomas), quille posée le 12 juillet 1943 à Toronto, lancé le 6 novembre 1943, détruit à Preston en 1958
- HMS Serene (J354 puis M354), (ex-NCSM Leaside), quille posée le 19 juillet 1943 à Toronto, lancé le 18 octobre 1943, détruit à Llanelli en 1959
- HMS Skipjack (J300 puis M17), (ex-USN AM336, ex-HMS Scorpion, ex-NCSM Solebay), quille posée le 19 novembre 1942 à Toronto, lancé le 7 avril 1943, détruit à Blyth en 1959
- HMS Spanker (J226), quille posée le 22 septembre 1942 à Harland and Wolff, lancé le 20 avril 1943, vendu à la Belgique en 1953 (M904 De Brouwer (I)), détruit à Gand en 1968
- HMS Squirrel (J301), quille posée le 21 août 1943 à Harland and Wolff, lancé le 20 avril 1944, coulé par une mine au large de Phuket le 24 juillet 1945
- HMS Stormcloud (J367 puis M367), quille posée le 4 mai 1943 à Renfrew, lancé le 28 décembre 1943, détruit à Gateshead en 1959
- HMS Sylvia (J382 puis M382), quille posée le 5 juillet 1943 à Renfrew, lancé le 28 février 1944, détruit à Tyneside en 1958
- HMS Tanganyika (J383 puis M383), quille posée le 20 septembre 1943 à Renfrew, lancé le 12 avril 1944, détruit à Inverkeithing en 1963
- HMS Thisbe (J302 puis M302), (ex-USN AM337), quille posée le 14 décembre 1942 à Toronto, lancé le 12 avril 1943, détruit à Charlestown en 1957
- HMS Truelove (J303 puis M303), (ex-USN AM338), quille posée le 7 janvier 1943 à Toronto, lancé le 8 juillet 1943, détruit à Blyth en 1957
- HMS Vestal (J215), quille posée le 11 janvier 1943 à Harland and Wolff, lancé le 19 juin 1943, coulé par un avion kamikaze japonais au large de Phuket le 26 juillet 1945
- HMS Waterwitch (J304 puis M304), quille posée le 15 août 1942 à Renfrew, lancé le 22 avril 1943, détruit à Anvers en 1970
- HMS Wave (J385 puis M385), quille posée le 17 mars 1944 à Renfrew, lancé le 18 août 1944, détruit à Gateshead en 1962
- HMS Welcome (J386 puis M386), quille posée le 3 mai 1944 à Renfrew, lancé le 14 novembre 1944, détruit à Gateshead en 1962
- HMS Welfare (J356 puis M356), (ex-USN AM339), quille posée le 8 février 1943 à Toronto, lancé le 15 juillet 1953, détruit à Grays en 1957